# Цигенаші (комуна)
Цигенаші (рум. Țigănași) — комуна у повіті Ясси в Румунії. До складу комуни входять такі села (дані про населення за 2002 рік):
- Кирнічень (1427 осіб)
- Міхаїл-Когелнічану (1190 осіб)
- Стежарій (395 осіб)
- Цигенаші (1278 осіб)

Комуна розташована на відстані 338 км на північ від Бухареста, 21 км на північний захід від Ясс.

## Населення
За даними перепису населення 2002 року у комуні проживали 4290 осіб.
Національний склад населення комуни:
| Національність | Кількість осіб | Відсоток |
| -------------- | -------------- | -------- |
| румуни         | 4286           | 99,9%    |
| українці       | 1              | < 0,1%   |

Рідною мовою назвали:
| Мова       | Кількість осіб | Відсоток |
| ---------- | -------------- | -------- |
| румунська  | 4289           | > 99,9%  |
| українська | 1              | < 0,1%   |

Склад населення комуни за віросповіданням:
| Релігія       | Кількість осіб | Відсоток |
| ------------- | -------------- | -------- |
| православні   | 3855           | 89,9%    |
| бретрени      | 265            | 6,2%     |
| п'ятдесятники | 126            | 2,9%     |
| римо-католики | 16             | 0,4%     |
| адвентисти    | 14             | 0,3%     |
| атеїсти       | 9              | 0,2%     |